# Torrören
Torrören är en ö i Finland. Den ligger i Finska viken och i kommunen Kyrkslätt i den ekonomiska regionen  Helsingfors i landskapet Nyland, i den södra delen av landet. Ön ligger omkring 33 kilometer sydväst om Helsingfors.
Öns area är 0,6 hektar och dess största längd är 170 meter i sydväst-nordöstlig riktning. Ön höjer sig omkring 5 meter över havsytan.